# Cixi (Lanfeust)
Cixi est l'un des personnages principaux de (par ordre chronologique de l'histoire) Gnomes de Troy, Lanfeust de Troy et Lanfeust des étoiles.
Cixi est le nom d'une impératrice douairière chinoise, qui a assuré la régence avec Ci'an jusqu'à la mort de cette dernière, puis est restée unique impératrice jusqu'à sa propre mort.